# 高松良誠
高松 良誠（たかまつ りょうせい、本名：たかまつ よしのぶ、1959年6月1日 - ）は、日本のアナウンサー、ナレーターである。和歌山県出身。血液型はA型。

## 来歴
- 和歌山県打田町（現在の紀の川市）出身。龍谷大学卒業。
- 1983年、テレビ和歌山に入社する。20年間在籍し、2003年に退社。その後フリーアナウンサーとなり、2011年からは現在のプロダクション舞夢プロに属する。現在は出向の形で和歌山放送契約アナウンサーとしても活躍。

## 人物
- ぬくもりのある声、きっちりとしたVPナレーション。
- 趣味はギター、読書、車、京都散策。

## 出演
- エクセルヒューマン CM（ナレーション）
- J SPORTSのJリーグ中継（主として関西地方に所属するクラブの中継）
- Jリーグ中継、主に徳島ヴォルティス戦　(スカチャン)
- オフィスeo光 CM（議長役）
- デイリーニュース（J:COM）- 和歌山、りんくう、南大阪（水曜日、金曜日）- キャスター。（※2018年3月30日までは月曜日、金曜日を担当。）
- 6時のわかやま（火曜日、木曜日）- メインキャスター。
- 全国高等学校野球選手権和歌山大会決勝の実況（退社後も担当）
- ワールドカップ2002エキジビションマッチ（デンマークVSチュニジア）
  - この試合は、デンマークがキャンプを張っていた、紀三井寺陸上競技場で行われた。
- 「ニュースライフライン和歌山」キャスター、選挙速報
- @あっと!テレわかNEWSスタイル（火曜日、木曜日）
- ボックス (ラジオ番組)（月曜）

など